# Landkreis Bayreuth
Landkreis Bayreuth is een Landkreis in de Duitse deelstaat Beieren. De Landkreis telt 103.679 inwoners (31 december 2020) op een oppervlakte van 1.273,09 km². Het bestuur zetelt in de stad Bayreuth, die zelf als kreisfreie Stadt geen deel uitmaakt van de Landkreis.

## Indeling
Landkreis Bayreuth is samengesteld uit 33 gemeenten. Daarvan zijn er negen die de status van stad hebben, en drie mogen zich Markt noemen. Ook bevat Bayreuth 14 gebieden die niet gemeentelijk zijn ingedeeld. Daarbij gaat het om natuurgebieden die onbewoond zijn.
Steden
1. Bad Berneck im Fichtelgebirge
2. Betzenstein
3. Creußen
4. Gefrees
5. Goldkronach
6. Hollfeld
7. Pegnitz
8. Pottenstein
9. Waischenfeld

Märkte
1. Plech
2. Schnabelwaid
3. Weidenberg

Overige gemeenten
1. Ahorntal
2. Aufseß
3. Bindlach
4. Bischofsgrün
5. Eckersdorf
6. Emtmannsberg
7. Fichtelberg
8. Gesees
9. Glashütten
10. Haag
11. Heinersreuth
12. Hummeltal
13. Kirchenpingarten
14. Mehlmeisel
15. Mistelbach
16. Mistelgau
17. Plankenfels
18. Prebitz
19. Seybothenreuth
20. Speichersdorf
21. Warmensteinach

Niet gemeentelijk ingedeeld (totaal 187,4 km²)
1. Bischofsgrüner Forst (27,00 km²)
2. Fichtelberg (21,14 km²)
3. Forst Neustädtlein am Forst (7,57 km²)
4. Glashüttener Forst (4,77 km²)
5. Goldkronacher Forst (18,02 km²)
6. Heinersreuther Forst (7,61 km²)
7. Langweiler Wald (4,52 km²)
8. Lindenhardter Forst-Nordwest (8,31 km²)
9. Lindenhardter Forst-Südost (2,72 km²)
10. Neubauer Forst-Nord (5,65 km²)
11. Prüll (2,22 km²)
12. Veldensteiner Forst (55,60 km²)
13. Waidacher Forst (6,44 km²)
14. Warmensteinacher Forst-Nord (9,53 km²)

## Bezienswaardigheden
|  | Schloss Aufseß               | Aufseß       |
|  | Schloss Fantaisie Eckersdorf | Eckersdorf   |
|  | Schloss Freienfels           | Hollfeld     |
|  | Hollfeld                     | Hollfeld     |
|  | Pegnitz                      | Pegnitz      |
|  | Burg Pottenstein             | Pottenstein  |
|  | Teufelshöhle                 | Pottenstein  |
|  | Tüchersfeld                  | Pottenstein  |
|  | Burg Waischenfeld            | Waischenfeld |
|  | Schloss Wiesentfels          | Hollfeld     |

Aichach-Friedberg · Altötting · Amberg · Amberg-Sulzbach · Ansbach (stad) · Landkreis Ansbach · Aschaffenburg (stad) · Landkreis Aschaffenburg · Augsburg (stad) · Landkreis Augsburg · Bad Kissingen · Bad Tölz-Wolfratshausen · Bamberg (stad) · Landkreis Bamberg · Bayreuth (stad) · Landkreis Bayreuth · Berchtesgadener Land · Cham · Coburg (stad) · Landkreis Coburg · Dachau · Deggendorf · Dillingen an der Donau · Dingolfing Landau · Donau-Ries · Ebersberg · Eichstätt · Erding · Erlangen · Erlangen-Höchstadt · Forchheim · Freising · Feyung-Grafenau · Fürstenfeldbruck · Fürth (stad) · Landkreis Fürth · Garmisch-Partenkirchen · Günzburg · Haßberge · Hof (stad) · Landkreis Hof · Ingolstadt · Kaufbeuren · Kelheim · Kempten im Allgäu · Kitzingen · Kronach · Kulmbach · Landsberg am Lech · Landshut (stad) · Landkreis Landshut · Lichtenfels · Lindau · Main-Spessart · Memmingen · Miesbach · Miltenberg · Mühldorf am Inn · München · Landkreis München · Neuburg-Schrobenhausen · Neumarkt in der Oberpfalz · Neurenberg · Neustadt an der Aisch-Bad Windsheim · Neustadt an der Waldnaab · Neu-Ulm · Nürnberger Land · Oberallgäu · Ostallgäu · Passau (stad) · Landkreis Passau · Pfaffenhofen an der Ilm · Regen · Regensburg (stad) · Landkreis Regensburg · Rhön-Grabfeld · Rosenheim (stad) · Landkreis Rosenheim · Roth · Rottal-Inn · Schwabach · Schwandorf · Schweinfurt (stad) · Landkreis Schweinfurt · Starnberg · Straubing · Straubing-Bogen · Tirschenreuth · Traunstein · Unterallgäu · Weiden in der Oberpfalz · Weilheim-Schongau · Weißenburg-Gunzenhausen · Wunsiedel im Fichtelgebirge · Würzburg (stad) · Landkreis Würzburg
Ahorntal ·
Aufseß ·
Bad Berneck im Fichtelgebirge ·
Betzenstein ·
Bindlach ·
Bischofsgrün ·
Creußen ·
Eckersdorf ·
Emtmannsberg ·
Fichtelberg ·
Gefrees ·
Gesees ·
Glashütten ·
Goldkronach ·
Haag ·
Heinersreuth ·
Hollfeld ·
Hummeltal ·
Kirchenpingarten ·
Mehlmeisel ·
Mistelbach ·
Mistelgau ·
Pegnitz ·
Plankenfels ·
Plech ·
Pottenstein ·
Prebitz ·
Schnabelwaid ·
Seybothenreuth ·
Speichersdorf ·
Waischenfeld ·
Warmensteinach ·
Weidenberg